# آگیوس آندرونیکوس
آگیوس آندرونیکوس (به لاتین: Agios Andronikos) یک منطقهٔ مسکونی در قبرس شمالی است که در ناحیه اسکله واقع شده‌است. آگیوس آندرونیکوس ۷۹۹ نفر جمعیت دارد.